# VX (gas nervino)
Il VX è un agente nervino utilizzato come arma chimica. È stato classificato dalla Nazioni Unite come arma di distruzione di massa e la sua produzione e approvvigionamento è stata posta al bando con la convenzione sulle armi chimiche del 1993.
Si presenta come un liquido incolore, o con colorazione tendente al giallo paglierino, inodore e di consistenza oleosa. Oltre a essere l'agente nervino più tossico è dotato anche di una certa persistenza nel suolo, 2-6 giorni che possono prolungarsi anche a un mese in condizioni di tempo freddo.

## Storia
Il primo agente nervino della serie V, a cui appartiene anche il VX, fu inizialmente scoperto dai due chimici Ranajit Ghosh e J.F. Newman durante la loro attività di ricerca sui pesticidi organofosfati presso l'Imperial Chemical Industries. Nel 1954, venne commercializzato uno di questi composti sotto il nome Amiton (agente VG), salvo essere ritirato poco dopo dal mercato una volta appurata la sua letalità per l'uomo. Le informazioni relative alla sostanza in questione vennero allora passate all'esercito britannico, il quale sviluppò altri agenti nervini della serie V compreso il VX. Successivamente il VX fu scambiato con gli Stati Uniti quando il Regno Unito decise di utilizzare il Sarin come arma chimica di prima scelta.
In seguito ad alcuni esperimenti sulle armi chimiche condotti dallo United States Army il 13 marzo 1968 all'interno del Dugway Proving Ground nello Utah, si verificò un incidente durante il lancio di VX da parte di un aeroplano la cui vasta entità scosse l'opinione pubblica. L'incidente disseminò una grande quantità di VX su un'ampia area, portando alla morte di 6000 pecore che pascolavano nella Skull Valley distante circa 43 km dalla base di Dugway.
Si ritiene che l'Iraq possa avere fatto uso del VX durante la guerra Iran-Iraq tra gli anni 1987-88 e contro la popolazione curda nel nord del Paese. Il 12 dicembre 1994 due membri della setta Aum Shinrikyō hanno usato il VX per attaccare tre persone in strada ad Osaka causando un morto, ritenuto una spia dal leader Shōkō Asahara.

## Sintesi
Esistono diversi metodi di sintesi del VX. Uno di questi utilizza la metilazione del tricloruro di fosforo con formazione del dicloruro metilfosfonoso, che fatto reagire con etanolo produce il diestere etilico. Il diestere è quindi sottoposto a transesterificazione con N,N-diisopropil-2-amminoetanolo con formazione del composto QL (il nome è un codice NATO) che rappresenta il precursore del VX. L'agente nervino viene ottenuto dopo reazione del QL con zolfo e successiva isomerizzazione e caldo.

## Effetti tossici
Il VX può essere utilizzato come arma chimica essenzialmente in tre modi: il liquido puro tal quale, in miscela con agenti di ispessimento che ne rendono più difficoltosa la rimozione, e infine sotto forma di aerosol. L'esposizione può risultare fatale nel giro di alcuni minuti. L'esposizione può avvenire per inalazione, ingestione (poco comune), contatto con la pelle o contatto con gli occhi. Come tutta la classe di composti correlati, il VX agisce da inibitore dell'acetilcolinesterasi arrivando a provocare la paralisi flaccida dei muscoli del corpo, compreso il muscolo diaframma con conseguente morte per asfissia. Sintomi precoci sono miosi, fascicolazioni, nausea, vomito, diarrea.
La dose letale (LD50) percutanea per un uomo di 70 kg corrisponde a 10 mg di VX. La via polmonare risulta la via di assorbimento maggiormente efficace. Il metabolismo del VX avviene per idrolisi enzimatica e i metaboliti principali sono l'acido etil metilfosfonico (EMPA) e l'acido metilfosfonico (MPA). È possibile che si formino anche metaboliti attivi come il desetil VX (forma dealchilata senza il gruppo etile) o l'N-ossido.

## Trattamento terapeutico
Dopo l'esposizione al VX è necessario innanzitutto togliere i vestiti e lavarsi accuratamente con acqua e sapone. Le goccioline di sostanza presenti sulla pelle non devono essere spazzate via, ma devono essere rimosse utilizzando una polvere assorbente. Occorre somministrare prontamente 2 mg di atropina e successivamente, ogni 10-15 minuti, nuove dosi di antidoto. Inoltre bisogna somministrare pralidossima il più presto possibile in una dose da 500 mg a 1 g per rigenerare l'enzima acetilcolinesterasi. Vengono somministrati anche 5 mg endovena di diazepam, e dosi successive ogni 15 minuti fino a un totale di 15 mg di diazepam, per contrastare crampi e convulsioni.

## VX nei media
Il VX è un'arma chimica a cui si fa riferimento in diversi film e serie televisive in cui sono coinvolti dei terroristi. Nel film The Rock un gruppo di Marines disertori occupa l'isola di Alcatraz minacciando di lanciare missili contenenti VX sulla città di San Francisco nel caso in cui le loro richieste non fossero accolte. In un episodio della seconda stagione della serie televisiva Spooks (il quinto episodio, titolo originale I Spy Apocalypse) il VX viene utilizzato per simulare un attacco alla città di Londra. Lo stesso agente nervino si ritrova anche nella serie 24 durante la quinta stagione, quando Jack Bauer deve ritrovare dei contenitori contenenti VX prima che questo venga rilasciato a Los Angeles. Nell'episodio 16 della prima stagione di Eleventh Hour (Pericolo sotterraneo) si fa riferimento all'utilizzo del VX in seguito all'avvelenamento di diverse persone a Philadelphia.
Inoltre anche nei film Smetto quando voglio - Masterclass e Smetto quando voglio - Ad Honorem si fa riferimento al VX tramite il nome Sopox, che si rivela indicarne la struttura.

## Assassinio di Kim Jong-Nam
Si presume sia stato utilizzato il VX, spruzzato (o spalmato) sulla faccia da due donne in rapida sequenza, per eliminare Kim Jong-Nam, quarantacinquenne fratellastro del dittatore nordcoreano Kim Jong-un, ucciso il 13 febbraio 2017 all'aeroporto di Kuala Lumpur poiché ritenuto agente della CIA. Kim Jong-Nam, che si rivolse subito alla sicurezza aeroportuale, fu portato all'infermeria dell'aeroporto, ma morì, stando all'autopsia, per una "gravissima paralisi" nel giro di "20 minuti", prima di arrivare all'ospedale.